# غوفرز
الغوفرز (بالإنجليزية: !ّGophers)‏ هو مسلسل بريطاني فكاهي ظهر عام 1990، والشخصيات عبارة عن دمى على شكل حيوانات، منها حيوانات في حجم البشر، ومنها حيوانات تبدو في حجم الحشرات، وقد تم دبلجة هذا العمل إلى العربية على يد فنانين من الأردن.

## وصلات خارجية
- غوفرز على موقع IMDb (الإنجليزية)
- غوفرز على موقع قاعدة بيانات الفيلم (الإنجليزية)

صفحة غوفرز على موقع IMDB.com.